# Dassault Mercure

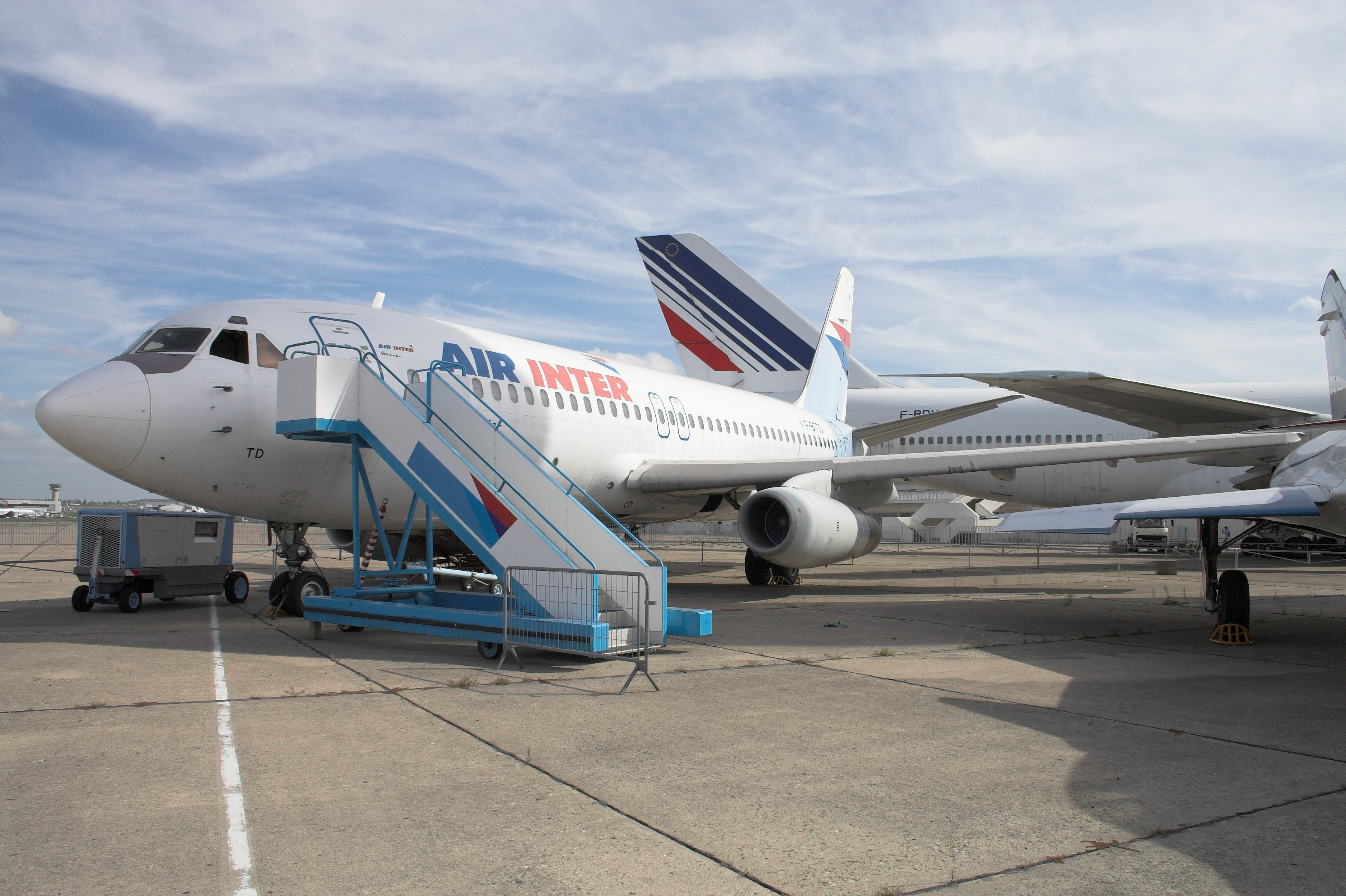

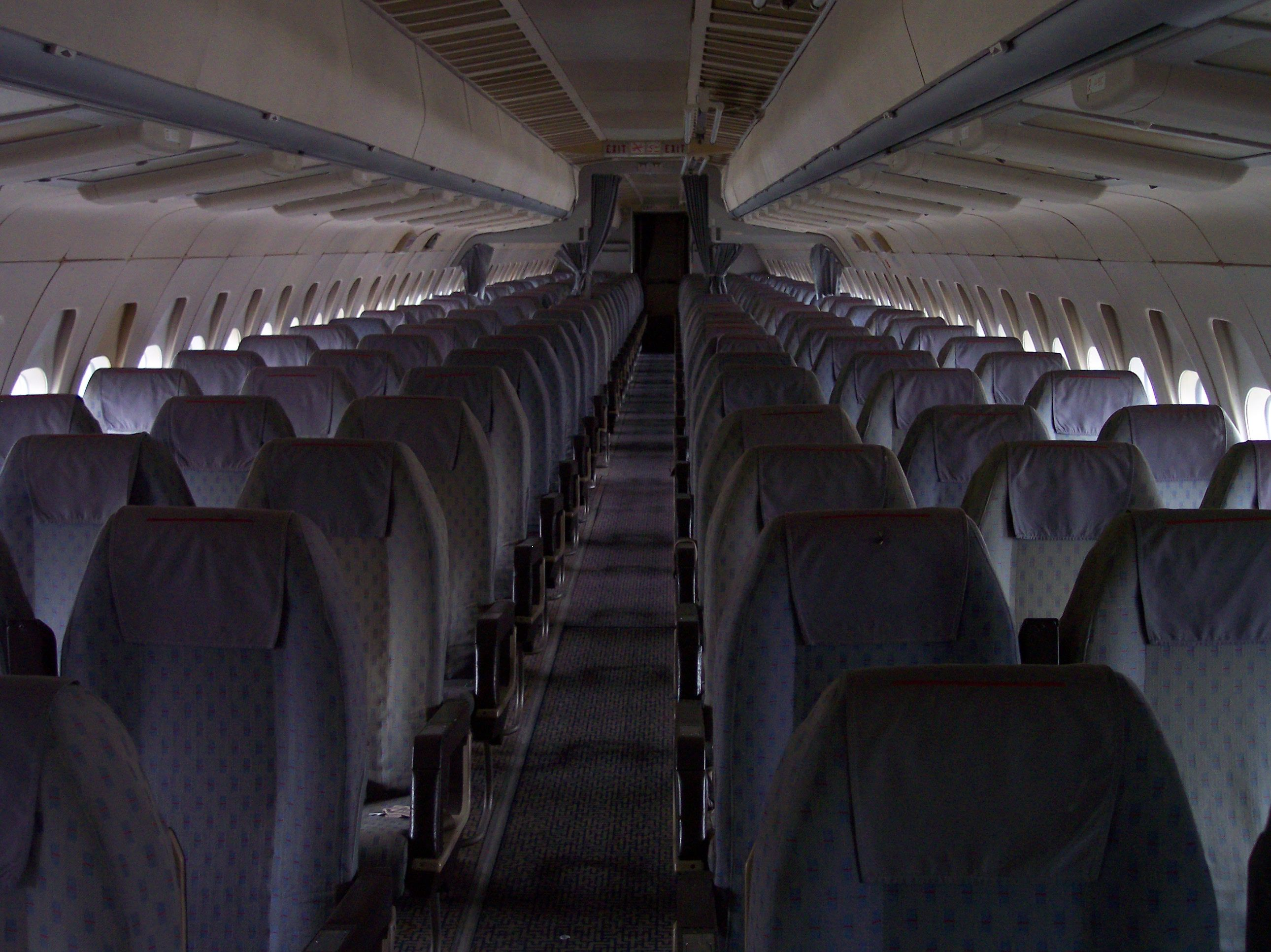

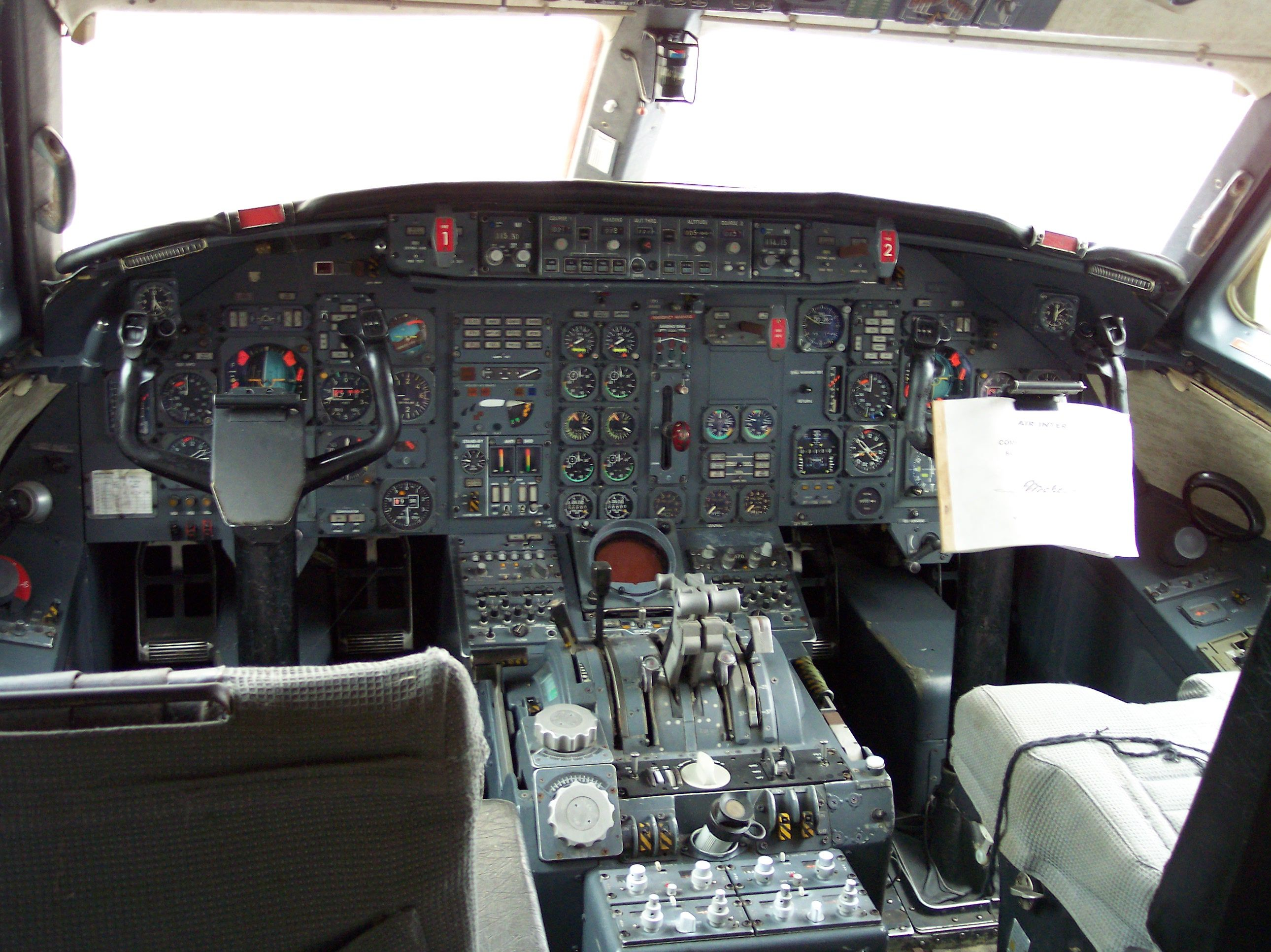

Dassault Mercure foi um modelo de avião de passageiros bi-jato da Dassault, cuja produção foi inciada em 1973. O modelo pretendia concorrer com o Boeing 737, Boeing 727 e McDonnell Douglas DC-9.
Foi vendido apenas a uma empresa aérea, a Air Inter, por iniciativa do Estado da França. Apenas doze foram construídos. O único exemplar que ostentou outro esquema de cores foi quinto a ser construído - F-BTTE, pintado com as cores da Air Litoral, porém jamais tendo voado por essa empresa. Hoje é usado apenas para treinamento, em solo, em Montpellier - Mediterrannee (Frejorgues). Nunca esteve envolvido ou protagonizou qualquer incidente ou acidente aeronáutico.
A principal razão do fracasso comercial do modelo foi o alcance operacional máximo de 1 700 km, o que limitava sua utilização a poucas rotas na Europa.